# Frare de les Tanimbar
El frare de les Tanimbar (Philemon plumigenis) és un ocell de la família dels melifàgids (Meliphagidae).

## Hàbitat i distribució
Habita el medi forestal de les illes Tanimbar i Kai.